# Arnoglossus
Arnoglossus is een geslacht van straalvinnige vissen uit de familie van botachtigen (Bothidae). Het geslacht is voor het eerst wetenschappelijk beschreven in 1862 door Bleeker.

## Soorten
- Arnoglossus andrewsi Kurth, 1954
- Arnoglossus arabicus Norman, 1939
- Arnoglossus armstrongi Scott, 1975
- Arnoglossus aspilos (Bleeker, 1851)
- Arnoglossus bassensis Norman, 1926
- Arnoglossus boops (Hector, 1875)
- Arnoglossus brunneus (Fowler, 1934)
- Arnoglossus capensis Boulenger, 1898
- Arnoglossus coeruleosticta (Steindachner, 1898)
- Arnoglossus dalgleishi (von Bonde, 1922)
- Arnoglossus debilis (Gilbert, 1905)
- Arnoglossus elongatus Weber, 1913
- Arnoglossus fisoni Ogilby, 1898
- Arnoglossus grohmanni (Bonaparte, 1837)
- Arnoglossus imperialis (Rafinesque, 1810)
- Arnoglossus japonicus Hubbs, 1915
- Arnoglossus kessleri Schmidt, 1915
- Arnoglossus laterna Walbaum, 1792 – Schurftvis
- Arnoglossus macrolophus Alcock, 1889
- Arnoglossus marisrubri Klausewitz & Schneider, 1986
- Arnoglossus micrommatus Amaoka, Arai & Gomon, 1997
- Arnoglossus muelleri (Klunzinger, 1872)
- Arnoglossus multirastris Parin, 1983
- Arnoglossus nigrifrons Amaoka & Mihara, 2000
- Arnoglossus oxyrhynchus Amaoka, 1969
- Arnoglossus polyspilus (Günther, 1880)
- Arnoglossus rueppelii (Cocco, 1844)
- Arnoglossus sayaensis Amaoka & Imamura, 1990
- Arnoglossus scapha (Forster, 1801)
- Arnoglossus septemventralis Amaoka & Mihara, 2000
- Arnoglossus tapeinosoma (Bleeker, 1865)
- Arnoglossus tenuis Günther, 1880
- Arnoglossus thori Kyle, 1913
- Arnoglossus waitei Norman, 1926
- Arnoglossus yamanakai Fukui, Yamada & Ozawa, 1988